# Рогужно (гміна)
Гміна Рогужно (пол. Gmina Rogóźno) — сільська гміна у північній Польщі. Належить до Грудзьондзького повіту Куявсько-Поморського воєводства.
Станом на 31 грудня 2011 у гміні проживало 4205 осіб.

## Площа
Згідно з даними за 2007 рік площа гміни становила 115.74 км², у тому числі:
- орні землі: 61.00%
- ліси: 32.00%

Таким чином, площа гміни становить 15.89% площі повіту.

## Населення
Станом на 31 грудня 2011:
| Опис     | Загалом | Загалом | Чоловіки | Чоловіки | Жінки | Жінки |
| -------- | ------- | ------- | -------- | -------- | ----- | ----- |
| одиниця  | осіб    | %       | осіб     | %        | осіб  | %     |
| все      | 4205    | 100     | 2149     | 51.11    | 2056  | 48.89 |
| міське   | 0       | 100     | 0        |          | 0     |       |
| сільське | 4205    | 100     | 2149     | 51.11    | 2056  | 48.89 |

## Сусідні гміни
Гміна Рогужно межує з такими гмінами: Гардея, Грудзьондз, Грута, Ласін, Садлінкі.